# Епархия Байё
Епархия Байё (- Лизьё) (лат. Dioecesis Baiocensis (-Lexoviensis), фр. Diocèse de Bayeux et Lisieux) — епархия в составе архиепархии-митрополии Руана Римско-католической церкви во Франции. В настоящее время епархией управляет епископ Кристиан Жан-Клод Буланже. Почётный епископ — Пьер Огюст Гратьен Пикан.
Клир епархии включает 105 священников (89 епархиальных и 16 монашествующих священников), 18 диаконов, 67 монаха, 585 монахинь.
Адрес епархии: 7 Impasse Glatigny, B.P. 62250, 14406 Bayeux CEDEX, France.

## Территория
В юрисдикцию епархии входит 51 приход в департаменте Кальвадос во Франции.
Все приходы объединены в 8 деканатов.
Кафедра епископа находится в городе Байё в церкви Нотр Дам де Байё. В городе Лизьё находится собор Святого Петра и базилика Святой Терезы Лизьеской.

## История
Кафедра Байё была основана во второй половине IV века святым Экзуперием.
В средние века епархия Байё пользовался большим авторитетом. Её капитул был одним из самых богатых во Франции.
В 1300 году в Байё прошёл поместный собор, на котором обсуждались вопросы, связанные с дисциплиной среди духовенства.
25 ноября 1641 года святой Иоанн Эд основал на территории епархии в Кане Конгрегацию Богоматери Милосердия и Приюта, посвященную опеке над девочками, сиротами и из малоимущих семей, получившую, вскоре, широкое распространение во Франции.
После конкордата 1801 года буллой Qui Christi Domini Папы Пия VII от 29 ноября 1801 года в состав епархии Байё вошла часть территории упраздненной епархии Лизьё.
12 июня 1855 года епископы Байё получили право титуловаться также и епископами Лизьё.

## Ординарии епархии
- святой Экзюперий (390—405);
- Регноберт (?—?)
- святой Руфиниан (405—430);
- святой Луп[фр.] (431 — 25.10.464);
- святой Патрикий[фр.] (464 — 01.11.469);
- святой Манвей[фр.] (470 — 28.05.480);
- святой Контест (480 — 19.01.513);
- святой Вигор (514 — 01.12.537);
- Леукадий (538 — 28.10.549);
- Ласцивий (557—565);
- Леудовальд (581—614);
- святой Геретранд (615—625);
- святой Рагноберт[фр.] (625 — 16.05.668);
- святой Гербольд[фр.] (689 — 07.12.691);
- святой Фрамбольд[фр.] (691—722);
- святой Гуго I Руанский (723 — 09.04.730);
- Роберт (VIII век);
- Леоденинг (упоминается в 765);
- Тиор (809—831);
- Карвенильт (упоминается в 833);
- Эримберт (835—837);
- святой Сульпиций[фр.] (838—844);
- святой Бальтфрид (846—858);
- Тортольд (858—859);
- Эршамберт (859—876);
- Анри I (927—933);
- Гуго II (965);
- Ришар I (968—988);
- Рауль д’Aвранш (990—1006);
- Юг д’Иври (1015—1049);
- Одо (1049—1097);
- Турольд де Бремуа (1097—1106);
- Ришар де Дувр (1107—1134);
- Ричард Глостерский (1135 — 03.04.1142);
- Филипп д’Аркур (1142 — 07.02.1163);
- Анри II де Пардьё (1165—1205);
- Робер дез Аблеж (26.02.1206 — 29.01.1231);
- Тома де Фровиль (20.03.1232 — 1238);
- Ги (1241 — 27.02.1260);
- Эд де Лорри (09.05.1263 — 08.08.1274);
- Грегуар де Напль (Грегорио ди Наполи) (1274 — 11.07.1276);
- Пьер де Бене (1276 — 23.01.1306);
- Гильом Бонне (27.08.1306 — 03.04.1312);
- Гильом де Три (12.04.1312 — 28.03.1324) — назначен архиепископом Реймса;
- Пьер де Леви (28.03.1324 — 1326);
- Пьер де Мусси (16.08.1326 — 03.01.1330) — назначен архиепископом Каркассона;
- Гильом де Божё (03.08.1330 — 26.10.1337);
- Гильом Бертран (23.01.1338 — 14.05.1347) — назначен архиепископом Бове;
- Пьер де Венуа (14.05.1347 — 1350);
- Пьер де Вийен (1350 — 03.09.1360);
- Луи Тезар (06.11.1360 — 14.04.1374) — назначен архиепископом Реймса;
- Жоффруа (14.04.1374 — 1374);
- Миль де Дорман (16.06.1374 — 31.01.1375) — назначен епископом Бове;
- Николя дю Боск (31.01.1375 — 19.09.1408);
- Жан де Буассе (26.11.1408 — 03.04.1412);
- Жан де Букето (1412);
- Жан Лангре (30.04.1412 — 14.07.1419);
- Николя Абар (27.11.1420 — 29.09.1431);
- Занон де Кастильон (29.01.1432 — 11.09.1459);
- Луи д’Аркур (18.01.1460 — 14.12.1479);
- Шарль де Нёшатель (06.03.1480 — 20.07.1498) — апостольский администратор;
- Рене де При (03.08.1498 — 24.11.1516);
- Луи де Каносса (Людовико ди Каносса) (24.11.1516 — 17.04.1531) — цистерцианец;
- Пьер де Мартиньи (17.04.1531 — 13.09.1531);
- Агостино Тривульцио (06.10.1531 — 30.03.1548) — апостольский администратор;
- Шарль д’Юмьер (16.05.1548 — 05.12.1571);
- Бернарден де Сен-Франсуа (12.08.1573 — 14.07.1582);
- Матюрен де Савонньер (09.03.1583 — 1586);
- Карл II де Бурбон (1586—1590);
  - Sede vacante (1590—1598);
- Рене де Дайон дю Люд (11.02.1598 — 08.03.1600);
- Арно д’Oсса (26.06.1600 — 13.03.1604);
- Жак д’Aнженн (05.05.1606 — 15.05.1647);
- Эдуард Моле (23.11.1648 — 1652);
- Франсуа Моле (1652—1654);
- Франсуа Сервьен (09.11.1654 — 1659);
- Франсуа де Несмон (08.08.1661 — 16.06.1715);
- Жозеф-Эмманюэль де Ла Тремуй (08.06.1716 — 11.05.1718) — назначен архиепископом Камбре;
- Франсуа-Арман де Лоррен-Арманьяк (18.09.1719 — 09.06.1728);
- Поль д’Альбер де Люин (17.08.1729 — 21.09.1753) — назначен архиепископом Санса;
- Пьер-Жюль-Сезар де Рошешуар-Монтиньи (26.11.1753 — 27.12.1776);
- Жозеф-Доминик де Шелю (17.02.1777 — 22./24.02.1797);
  - Sede vacante (1797—1802);
- Шарль Бро (09.04.1802 — 08.08.1817) — назначен архиепископом Альби;
- Шарль-Франсуа Дюперье-Дюмутье (13.01.1823 — 17.04.1827)
- Жан-Шарль-Ришар Дансель (02.06.1827 — 20.04.1836)
- Луи-Франсуа Робен (25.05.1836 — 30.12.1855)
- Шарль-Николя-Пьер Дидьо (07.04.1856 — 15.06.1866)
- Флавьен-Абель-Антуан Югонен (13.07.1866 — 02.05.1898)
- Леон-Адольф Аметт (08.07.1898 — 21.02.1906) — назначен архиепископом-коадъютором Парижа;
- Тома-Поль-Анри Лемонье (13.07.1906 — 29.12.1927);
- Эммануэль-Селестен Сюар (06.07.1928 — 23.12.1930) — назначен архиепископом Реймса;
- Франсуа-Мари Пико (12.09.1931 — 05.08.1954);
- Андре Жакмен (29.10.1954 — 10.12.1969);
- Жан-Мари-Клеман Бадре (10.12.1969 — 19.11.1988);
- Пьер Огюст Гратьен Пикан (19.11.1988 — 12.03.2010) — салезианец;
- Жан-Клод Буланже (с 12 марта 2010 года — по настоящее время).

## Статистика
На конец 2006 года из 647 933 человек, проживающих на территории епархии, католиками являлись 461 000 человек, что соответствует 71,1 % от общего числа населения епархии.
| год  | население | население | население | священники | священники        | священники         | священники                           | постоянные диаконы | монахи  | монахи  | приходы |
| год  | католики  | всего     | %         | всего      | белое духовенство | черное духовенство | число католиков на одного священника | постоянные диаконы | мужчины | женщины | приходы |
| ---- | --------- | --------- | --------- | ---------- | ----------------- | ------------------ | ------------------------------------ | ------------------ | ------- | ------- | ------- |
| 1950 | 350.000   | 400.000   | 87,5      | 513        | 509               | 4                  | 682                                  |                    | 145     | 2.826   | 718     |
| 1958 | 380.000   | 442.991   | 85,8      | 485        | 479               | 6                  | 783                                  |                    | 128     | 1.854   | 720     |
| 1969 | 510.000   | 519.000   | 98,3      | 541        | 464               | 77                 | 942                                  |                    | 77      |         | 256     |
| 1980 | 500.000   | 570.000   | 87,7      | 452        | 368               | 84                 | 1.106                                | 1                  | 120     | 1.319   | 722     |
| 1990 | 525.000   | 614.000   | 85,5      | 371        | 288               | 83                 | 1.415                                | 8                  | 126     | 1.015   | 724     |
| 1999 | 475.000   | 618.478   | 76,8      | 300        | 229               | 71                 | 1.583                                | 17                 | 111     | 727     | 51      |
| 2000 | 475.000   | 648.385   | 73,3      | 289        | 226               | 63                 | 1.643                                | 17                 | 92      | 701     | 51      |
| 2001 | 475.000   | 648.385   | 73,3      | 289        | 222               | 67                 | 1.643                                | 19                 | 99      | 667     | 51      |
| 2002 | 460.000   | 648.385   | 70,9      | 278        | 215               | 63                 | 1.654                                | 19                 | 93      | 630     | 51      |
| 2003 | 461.000   | 649.047   | 71,0      | 270        | 207               | 63                 | 1.707                                | 19                 | 91      | 630     | 51      |
| 2004 | 461.000   | 647.833   | 71,2      | 240        | 203               | 37                 | 1.920                                | 20                 | 47      | 597     | 50      |
| 2006 | 461.000   | 647.933   | 71,1      | 247        | 192               | 55                 | 1.866                                | 18                 | 67      | 585     | 51      |